# Huanchaco
Huanchaco (från quingnam Guanahaca "stark eller modig sak") är en stad och en strand med ursprung i Mochekulturen. Den ligger i norra delen av Trujillo i departementet La Libertad, Peru. Huanchaco är den mest besökta stranden i Trujillo och den är särskilt känd som en plats för surfing och för caballitos de totora (vassbåtar). Den mest kända maträtten är ceviche. Huanchaco ligger nära ruinerna vid Chan Chan.
Staden ingår i det turiststråk som kallas Moche Route (spanska: Ruta Moche). Huanchaco ligger 12 km nordväst om Trujillo, i en vik på terrassen till Campanaberget.

## Etymologi
Namnet Guanchaco (från quingnam Guanahaca "stark eller modig sak") kommer från egenskaperna hos dess kust som är fientlig mot landning, men idealisk för surfing. 

## Historia

### Prekolumbianska eran
Staden var den viktigaste hamnen under Moche, Chimú och Inka, som det sägs i kommentarerna av Inca Garcilaso de la Vega "1383 .... och här var det Inkas favorithamn." Vid den spanska erövringen 1534 grundades den spanska bosättningen Huanchaco den 1 januari 1535 av fransciskanerprästen Alonso av Escarcena och av Juan de Barbaran.
I början var Huanchaco befolkat av en grupp fiskare vilka talade ett språk kallat qignam. De dyrkade månen och hade särskilda religiösa platser, kallade Huaca Taska.

### Kolonialtiden
Under kolonialtiden fortsatte Huanchaco att vara Trujillos huvudhamn. Men år 1870 stängdes hamnen. Två decennier senare öppnade Victor Larco Herrera åter hamnaktiviteterna och byggde upp piren som exklusiv utskeppningshamn för socker, efter hans framgångsrika förhandlingar med Rome-ranchen, belägen i den närliggande Chicamadalen, en av de viktigaste områdena för sockerproduktion i landet.

## Cevichens ursprung

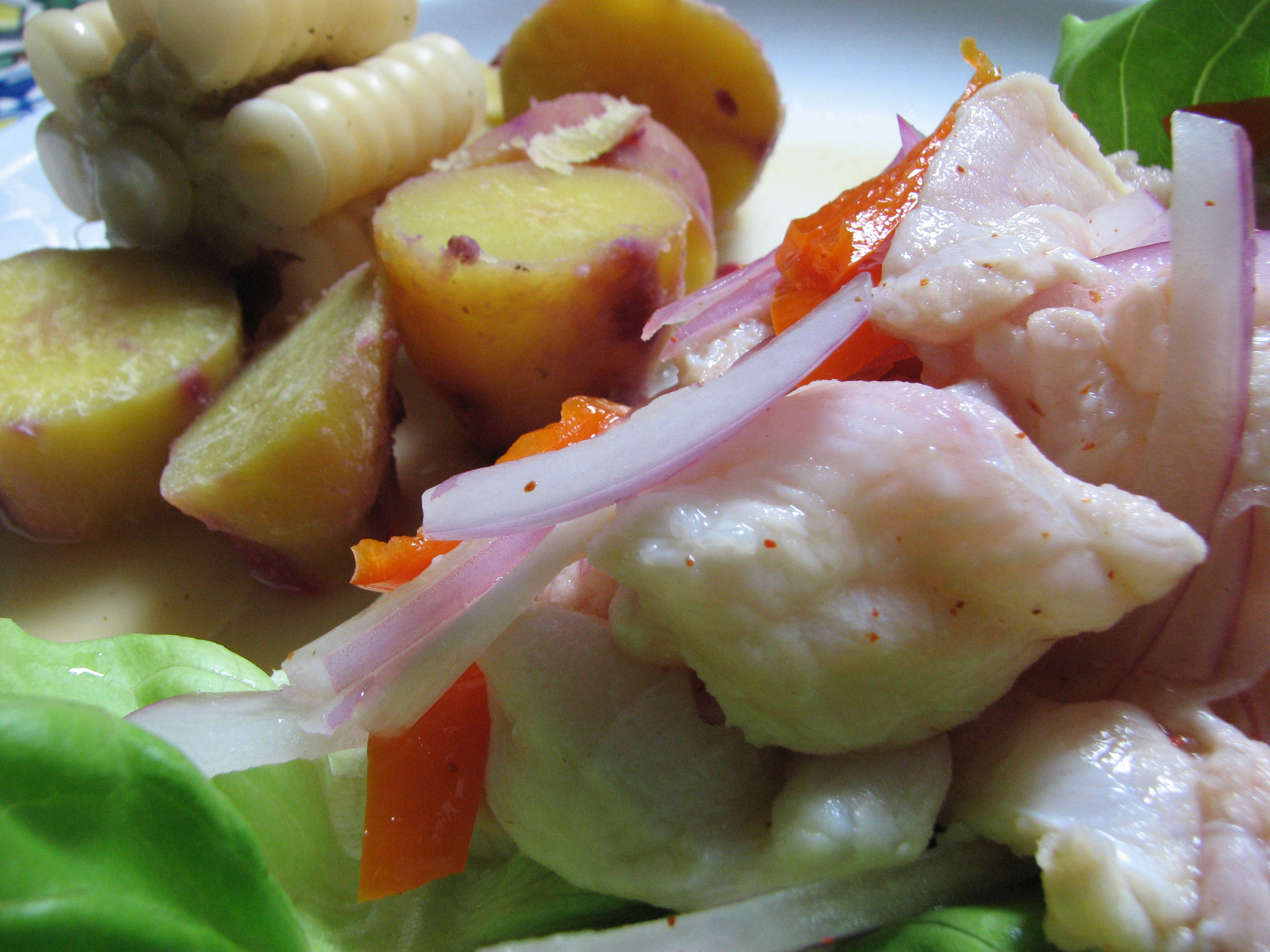
Ceviche, av Perus regering utsett till kulturarv.

Den muntliga traditionen är omfattande när det gäller traditionella rätter. Om ceviche nämns att tillagningen skedde med limoner från den närliggande byn Simbal (yunga), med chili från Mocheflodens dalgång och örter från havet.

## Surfingreservat
2012 godkändes Huanchaco som ett skyddsvärt område för surfing av organisationen Save The Waves Coalition (”Föreningen Rädda vågorna”).
År 2012 utnämndes Huanchaco till surfingreservat av organisationen Rädda vågorna. Utnämningen är den första för en latinamerikansk stad och den femte i världen. Huanchaco är känd för sina likformade mjuka vågor och också för sin prekolumbianska historia som en stad som har lång tradition att leva vid havet. Huanchaco havskultur har också krediterats för att vara födelseplatsen för vassbåten som används för fiske och är en av de första kända av människan tillverkade artefakter för surfing, att användas för surfing på vågorna för nytta och för nöje.

## Turism
Huanchaco besöks av turister från hela världen främst för surfing. Flera surfingaktiviteter anordnas och en av de viktigaste varje år är Huanchaco longboard i januari.
Några platser och aktiviteter i Huanchaco är:
- Mount Campana är ett heligt berg från Chimú.[6]
- Vattensport med Caballito de totora, praktiserande surfing och segling i dessa tusenåriga båter.
- Surfingstranden besöks av surfare från hela världen.

## Piren i Huanchaco
Huanchacopiren består av en plattform som börjar vid ett litet torg på stranden, piren går ut i vattnet och slutar i två rundlar. På höger sida finns en plattform på en lägre nivå för att fiskare ska ha lättare tillgång till piren.

## Festivaler
- Huanchacofestivalen är en karneval som organiseras av Club Huanchaco. Den består av olika delar, bland annat kröning av festivaldrottning, surfningstävling, hula-hula fest, byggande i sanden, mästerskap i Caballito de totora, parad.[8]

- San Pedro, fiskarnas skyddspatron. Han kallas också "San Pedrito"; I Huanchaco görs det en traditionell "Patacho" vilket är en jättestor vassbåt. Firas i juni.[9]